# Melrose (ort i Australien)
Melrose är en ort i Australien. Den ligger i kommunen Mount Remarkable och delstaten South Australia, omkring 240 kilometer norr om delstatshuvudstaden Adelaide. Antalet invånare är 429.
Trakten runt Melrose är nära nog obefolkad, med mindre än två invånare per kvadratkilometer.. Närmaste större samhälle är Booleroo Centre, omkring 17 kilometer öster om Melrose.
Trakten runt Melrose består till största delen av jordbruksmark. Genomsnittlig årsnederbörd är 407 millimeter. Den regnigaste månaden är maj, med i genomsnitt 62 mm nederbörd, och den torraste är oktober, med 9 mm nederbörd.